# Ercheia costipannosa
Ercheia costipannosa är en fjärilsart som beskrevs av Moore 1882. Ercheia costipannosa ingår i släktet Ercheia och familjen nattflyn. Inga underarter finns listade i Catalogue of Life.